# 重庆市轨道交通集团
重庆市轨道交通（集团）有限公司位于中华人民共和国重庆市。该公司创建于1992年，是重庆市一家从事于城市轨道交通建设、运营和沿线资源开发一体化的大型国有控股轨道交通客运企业。
重庆市轨道交通（集团）有限公司目前运营重庆轨道交通的12条线路全线，及2条线路的部分区间，运营里程为370公里。2024年9月12日，重庆轨道集团成立五家运营子公司。
| 分公司                             | 运营线路                             |
| ---------------------------------- | ------------------------------------ |
| 重庆市第一轨道交通运营管理有限公司 | 环线 1号线 18号线（北延伸段）        |
| 重庆市第二轨道交通运营管理有限公司 | 2号线 10号线 7号线                   |
| 重庆市第三轨道交通运营管理有限公司 | 3号线 4号线（西延伸段）17号线 24号线 |
| 重庆市第四轨道交通运营管理有限公司 | 5号线 6号线 国博线                   |
| 重庆市第五轨道交通运营管理有限公司 | 9号线                                |

18号线首期段、4号线首期段、江跳线和璧铜线则分别由各自的建设运营公司运营。